# Ophiothrix eurycolpodes
Ophiothrix eurycolpodes is een slangster uit de familie Ophiotrichidae.
De wetenschappelijke naam van de soort werd in 1918 gepubliceerd door Hubert Lyman Clark.